# SMPTE 344M
Lo SMPTE 344M è uno standard pubblicato dalla SMPTE che estende lo SMPTE 259M, permettendo bitrate di 540 Mbit/s, permettendo applicazioni di televisione a definizione avanzata (EDTV) con risoluzioni di 480p e 576p.
Questo standard fa parte della famiglia che definisce un'interfaccia digitale seriale.